# Nemoria exertata
Nemoria exertata är en fjärilsart som beskrevs av Heinrich Benno Möschler 1881. Nemoria exertata ingår i släktet Nemoria och familjen mätare. Inga underarter finns listade i Catalogue of Life.